# Tsunami (album)
Tsunami je sedmé studiové album skupiny Divokej Bill. Album vyšlo 5. května 2017.

## Seznam skladeb
| Pořadí         | Název          | Hudba          | Text            | Délka |
| -------------- | -------------- | -------------- | --------------- | ----- |
| 1.             | Dobrý časy     | Bláha          | Bláha           | 3:35  |
| 2.             | Tsunami        | Procházka      | Bláha, Karbulka | 3:24  |
| 3.             | Kořala         | Bláha          | Bláha           | 3:30  |
| 4.             | Země draků     | Procházka      | Procházka       | 3:20  |
| 5.             | Juarez         | Bláha          | Bláha           | 3:27  |
| 6.             | Jaro           | Bláha          | Bláha           | 3:34  |
| 7.             | Požehnání      | Bláha          | Bláha           | 3:46  |
| 8.             | Jak ti to říct | Procházka      | Procházka       | 3:03  |
| 9.             | Utrejch        | Bláha          | Bláha           | 3:19  |
| 10.            | Vojáci         | Bláha          | Bláha           | 3:42  |
| 11.            | Naděje         | Bláha          | DB              | 3:13  |
| 12.            | Vodrhovačka    | Bláha          | Bláha           | 2:52  |
| Celková délka: | Celková délka: | Celková délka: | Celková délka:  | 40:56 |

## Videa
- Divokej Bill – Tsunami (official video)
- Divokej Bill – Jaro (official video)